# Microserica dansalana
Microserica dansalana är en skalbaggsart som beskrevs av Moser 1922. Microserica dansalana ingår i släktet Microserica och familjen Melolonthidae. Inga underarter finns listade i Catalogue of Life.